# Muswellbrook
Muswellbrook är en ort i Australien. Den ligger i kommunen Muswellbrook och delstaten New South Wales, i den sydöstra delen av landet, omkring 180 kilometer norr om delstatshuvudstaden Sydney. Antalet invånare är 11 791.
Muswellbrook är det största samhället i trakten. 
I omgivningarna runt Muswellbrook växer huvudsakligen savannskog. Runt Muswellbrook är det mycket glesbefolkat, med 5 invånare per kvadratkilometer. Genomsnittlig årsnederbörd är 939 millimeter. Den regnigaste månaden är februari, med i genomsnitt 184 mm nederbörd, och den torraste är oktober, med 22 mm nederbörd.